# Edgar Davis
Edgar Morrison Davis (ur. 7 października 1873 w Alton, zm. 23 kwietnia 1927 w Phoenix) – amerykański golfista, olimpijczyk z Saint Louis.
Davis startował jedynie na Igrzyskach Olimpijskich w Saint Louis w 1904 roku. Podczas tych igrzysk reprezentował swój kraj w zawodach indywidualnych mężczyzn. W pierwszej części eliminacji uzyskał 94 punkty, a w drugiej zdobył 98 punktów, a łącznie zgromadził ich 192. Wynik ten dał mu 42. miejsce eliminacji (do Ralpha McKittricka (zwycięzcy eliminacji) stracił 29 punktów), lecz do następnej fazy eliminacji awansowało 32 golfistów, a tym samym Davis odpadł z rywalizacji, kończąc udział w igrzyskach na eliminacjach.